# شريان ركبي وحشي سفلي
شريان ركبي وحشي سفلي (بالإنجليزية: Lateral inferior genicular artery)‏‏ هو شريان يتفرعُ من شريان باطن الركبة.